# Gielde
Gielde è un centro abitato della Bassa Sassonia, in Germania, appartenente al comune di Schladen-Werla.
Fino al 1º novembre 2013 ha costituito un comune autonomo.